# Jaan Eslon
Jaan Eslon (* 4. März 1952 in Falköping; † 24. September 2000 in Las Palmas) war ein schwedischer Schachmeister.

## Leben
Eslon gewann 1969 die schwedische Juniorenmeisterschaft. 1974 nahm er für Schweden an der Studentenmannschaftsweltmeisterschaft in Stockton-on-Tees teil. 1976 wurde er Zweiter in Eksjö, 1977 verlieh ihm der Weltschachbund den Titel Internationaler Meister.
1978 feierte er den größten Erfolg seiner Karriere, als er das erstmals ausgerichtete Turnier in Linares gewann. Seit 1977 lebte Eslon in Spanien, in den 1990er Jahren hatte er seinen Wohnsitz in Castellón und beteiligte sich an zahlreichen spanischen Turnieren: Er siegte u. a. in Jávea 1992 (1.–3.), Valencia 1992, Ceuta 1992 (B-Turnier), Mislata 1995 (1.–3.) und Candás 1997. In der spanischen Mannschaftsmeisterschaft spielte er von 1979 bis 1983 für CA Gambito Valencia. Eslon starb im Jahr 2000 während eines Schachturniers in Las Palmas an einem Herzinfarkt (gemäß einer anderen Quelle starb er bei einem Autounfall). Er war Vater einer Tochter.